# Sankt Olofs kyrkoruin, Visby
S:t Olof är en kyrkobyggnad (ruin) i Visby i Visby stift. 

## Historia
Enligt den danske historikern Saxo Grammaticus krönika grundlades S:t Olofs kyrka år 1102 av den danske kungen Erik Ejegod (kung år 1095 och död 1103), som via Gotland och vidare genom Ryssland, for på pilgrimsresa till Jerusalem tillsammans med sin drottning Botildis. Såväl byggnadsdetaljer som avgiftslistorna för de medeltida biskopsvisitationerna visar dock att kyrkan byggts omkring 1240, då den uppförts som tysk församlingskyrka i stadens norra församling (ersättandes S:t Nicolai, som övertagits av dominikanorden).
Kyrkan övergavs efter reformationen och tycks vara en av de första som blivit ”stenbrott”, då endast tornet är utsatt på Johan Maiers karta av år 1646.
Den siste kyrkvärden var Henrik Skrädder 1531.

## Arkitektur och byggnadshistoria
Sankt Olofs kyrka var en basilika med tre skepp, där mittskeppet var högre än sidoskeppen. Kyrkan hade en västlig portal med en tympanon, vilket var ovanligt bland Visbys kyrkoruiner. Det finns även spår av en mindre portal i nordväggen.
Murarna revs efter medeltiden och byggmaterialet återanvändes i andra byggnader i Visby. Under 1700-talet togs sten även av byggmästaren J.N. Chemnitz för andra byggprojekt.

## Nutida betydelse
Ruinen ligger idag i den botaniska trädgården. På ruinen växer Gotlands största exemplar av murgröna.
Sankt Olofs kyrka är även en del av pilgrimsleden Sankt Olofsleden, som sträcker sig från Sankt Olofsholm till Visby domkyrka. Leden återinvigdes 2025 efter upprustning.

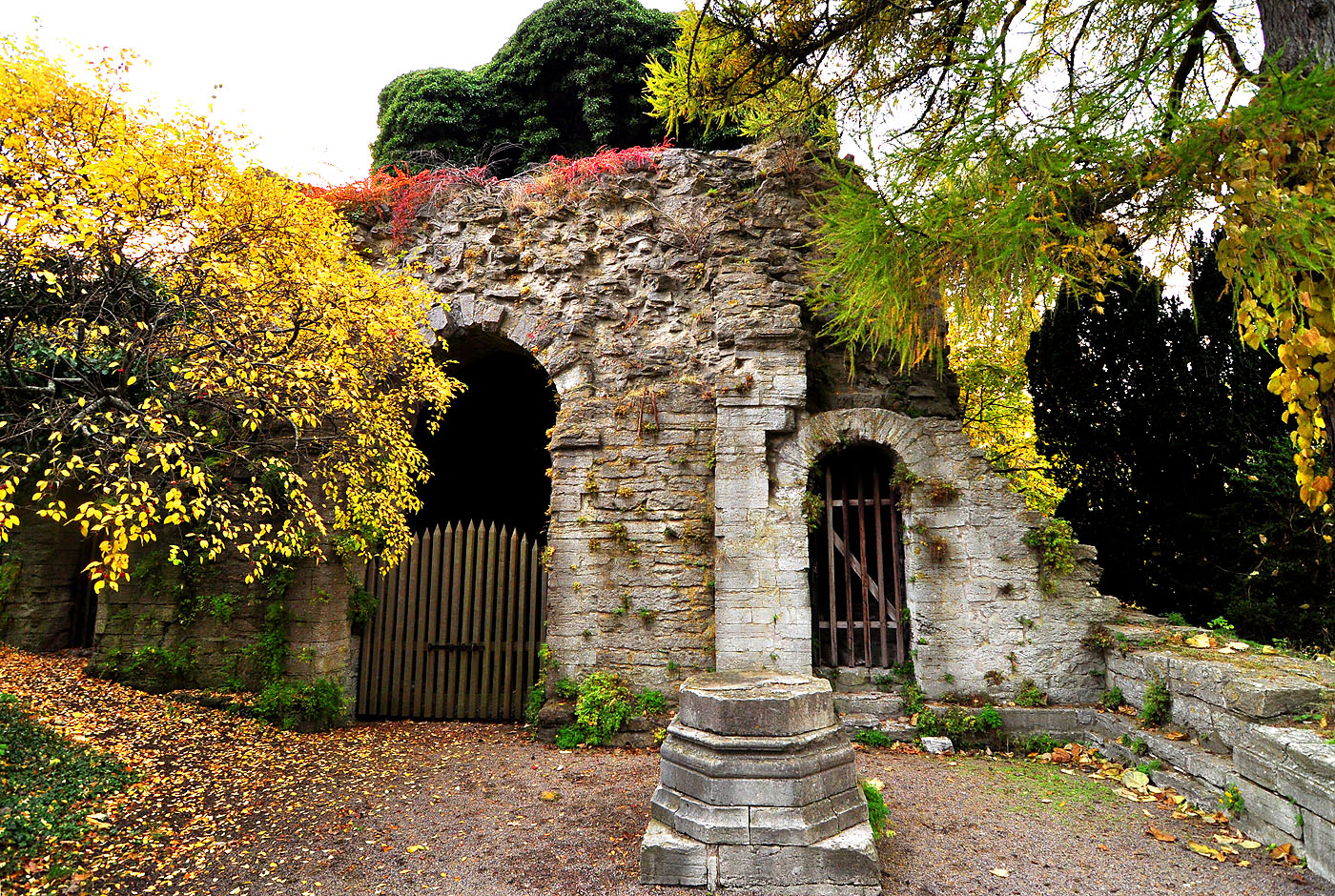
Sankt Olofs kyrkoruin i Visby
- Sankt Olofs kyrkoruin, Botaniska Trädgården, Visby